# Шпілевич Віра Володимирівна
Шпілевич Віра Володимирівна (10 травня 1888, Київ — 1979, там само) — українська бібліографиня, бібліотекознавиця, шевченкознавиця.

## Біографія
Віра Володимирівна народилася в родині Тутковських-Шпілевичів (Шпилевичів), серед яких були науковці, музиканти, письменники, бібліотекарі. Її батько — Микола Шпілевич, композитор, виконавець, автор підручника. Вона є племінницею Павла Аполлоновича Тутковського.
1909 року закінчила Київську жіночу гімназію з 2-річним педагогічним класом. Володіла українською, російською, німецькою та французькою мовами.
У 1910—1921 роках працювала вчителем народних та трудових шкіл, на курсах ліквідації неписьменності.
1921 року Віра Шпілевич розпочала бібліотечно-бібліографічну діяльність у Всенародній бібліотеці України (ВБУ).
У 1921—1922 роках працювала у Головній книжній палаті в Києві (нині — Державна наукова установа «Книжкова палата України імені Івана Федорова») на посадах бібліографа та завідувачки фондів. Під керівництвом Ю. Меженка та Ю. Ковалевського тут вона продовжила опановувати основи книгознавчих наук.
Брала участь у створенні Всеукраїнського бібліографічного репертуару.
З листопада 1922 року Віра Шпілевич  — співробітник заснованого Українського наукового інституту книгознавства (УНІКу). Обіймала посади старшого бібліографа, завідувача архіву преси, наукового співробітника І категорії бібліографічної секції (з жовтня 1926 до початку 1934). Цей період бібліотечно-бібліографічної діяльності Віри Шпілеч визнається найбільш плідним: участь у науково-організаційних заходах та важливих бібліографічних та бібліотекознавчих проєктах, створення довідково-бібліографічного апарату інституту. Бувши членкинею Бібліографічної комісії Шпілевич брала участь в обговоренні та реалізації програми з розробки методологічних засад Всеукраїнського бібліографічного репертуару.
За час роботи в Українському науковому інституті книгознавства Віра Володимирівна підготувала ґрунтовні праці бібліографічного спрямування, які отримали визнання бібліографів за повноту, детальну систематизацію та нові методологічні підходи до створення галузевих бібліографій.
У 1933—1938 роках відчувала постійні складнощі з працевлаштуванням після звільнення з УНІКу (січень, 1934). Через посилення гонінь проти цієї установи та її кадрів, Віра Шпілевич працювала завідувачкою бібліотеки Геологічного тресту, редактором газети «Вісті ЦВК УРСР» (1934—1938).
Шпілевич продовжила роботу з бібліографування творів Тараса Шевченка та літератури про життя та діяльність поета, готувала бібліографії Максима Рильського, Павла Тичини, Олександра Корнійчука.
У 1938—1941 роках Віра Шпілевич перебувала на посадах співробітника Всеукраїнського історичного музею ім. Т. Шевченка, Ʌітературно-меморіальному будинку-музею Тараса Шевченка (1938—1940), старшого наукового співробітника, завідувачки книжково-бібліографічного відділу Центрального музею Т. Шевченка, співробітника Управління в справах мистецтв при РНК УРСР.
Під час Другої світової війни перебувала в окупованому Києві. З вересня 1941 року працювала інспектором Книжкової палати, з лютого 1942 до листопада 1943 — обіймала посаду завідувачки бібліотеки Історичного архіву, пізніше — заввідділу друкованих видань Крайового архіву.
У 1944—1949 роках у Будинку-музеї Т. Шевченка перебувала на посадах бібліографа, наукового співробітника, завідувача бібліотеки. Надавала шефську допомогу музейним установам України.
У 1949—1959 роках працювала бібліографом в Інституті мистецтвознавства, фольклору та етнографії АН УРСР. Брала участь у підготовці матеріалів до галузевих бібліографій з історії українського радянського театру, музикознавства, персональних біобібліографій тощо.
Документи про діяльність Віри Володимирівни Шпілевич зберігаються в архівних установах Києва, зокрема в архіві УНІКу (Інститут рукопису Національної бібліотеки України імені В. І. Вернадського), особових фондів Ю. Меженка, О. Білецького (Відділ рукописних фондів і текстології Інституту літератури ім. Т. Г. Шевченка). Власний особовий фонд В. Шпілевич наразі відсутній.

## Праці
- Матеріяли до історії обов'язкового примірника на Україні / В. Шпілевич // Українська бібліографія. Вип. 1 : методол. зб. / Всеукр. акад. наук, Бібліогр. коміс. — Київ, 1928. — С. 139—150.

- Обов'язковий примірник по європейських країнах // Бібліологічні вісті. — 1929. — № 4. — с. 74

- Українське красне письменство 1928 року: [бібліогр. покажч.: 2689 назв] / В. Шпілевич ; за ред. Ю. Меженка // Життя й революція. — 1929. — Кн. 9. — С. 185—189 ; Кн. 10. — С. 195—199 ; Кн. 11. — С. 174—191 ; Кн. 12. — С. 175—192.

- Бібліографія української літератури та літературознавства за 1928 рік / В. Шпілевич ; за ред. Ю. Меженка. — Харків ; Київ: ДВУ, 1930. — 299 с. — (Тр. Ін-ту книгознавства. Т. 3 : Пр. бібліогр. секції).

- Бібліографія української літератури та літературознавства за 1929 рік: [бібліогр. покажч.: 3910 назв] / В. Шпілевич ; за ред. Ю. Меженка // Життя й революція. — 1930. — Кн. 7. — С. 162—175 ; Кн. 8/9. — С. 148—176 ; Кн. 10. — С. 160—175 ; Кн. 11/12. — С. 164—225.

- Беларускі пэрыодичны друк 1917—1927. Менск, 1929 // 1930. — № 2. — С. 95. — Підп.: В. Ш. [Рецензія].

- Матеріяли до історії земських народніх бібліотек на Україні // Бібліотека і читач на Україні. — Харків ; Київ: ДВУ, 1930. — С. 208—240. — (Тр. Ін-ту книгознавства. Т. 2 : Пр. Кабінету вивчення й книги читача: зб. перший).

- Мовами народів світу: [твори Т. Шевченка] / В. Шпілевич // Рад. Україна. — 1941. — 8 квіт.;

- Республіканська ювілейна Шевченківська виставка: каталог-путівник / Упр. в справах мистецтв при РНК УРСР ; [упоряд.: В. В. Шпілевич, Я. П. Галайчук, Я. П. Затенацький, Л. В. Розенберг]. — Київ, 1941. — 152 с. : 44 іл.;

- Сорок років тому: [про М. Рильського] / В. Ш. // Україна. — 1945. — № 3. — С. 35;

- Матеріали до бібліографії наукових праць М. Т. Рильського / К. І. Скокан, В. В. Шпілевич, О. І. Майстренко // Нар. творчість та етногр. — 1965. — № 4. — С. 95–101 ; № 5. — С. 91–93;

- З днів юності / В. Шпілевич // Незабутній Максим Рильський: спогади. — Київ: Дніпро, 1968. — С. 24–29.